# Villa Dolores (Catamarca)
Villa Dolores es una localidad del departamento Valle Viejo, en la provincia de Catamarca, Argentina. Forma parte del Gran San Fernando del Valle de Catamarca.

## Geografía

### Población
Forma parte del componente San Isidro del Gran San Fernando del Valle de Catamarca. Cuenta con 25,674 habitantes (Indec, 2010), lo que representa un incremento del 15,8% frente a los 22,173 habitantes (Indec, 2001) del censo anterior.

### Terremoto de Catamarca de 1898
Ocurrió el 4 de febrero de 1898 (127 años), a las 12.57 de 6,4 en la escala de Richter; a 28º26' de Latitud Sur y 66º09' de Longitud Oeste (28°26′59″S 66°9′0″O / -28.44972, -66.15000)
Destruyó la localidad de Saujil, y afectó severamente los pueblos de Pomán, Mutquín, y entorno. Hubo heridos y contusos. 

#### Sismicidad
La sismicidad de la región de Catamarca es frecuente y de intensidad baja, y un silencio sísmico de terremotos medios a graves cada 30 años en áreas aleatorias. Sus últimas expresiones se produjeron:
- 21 de marzo de 1892 (132 años), a las 1.45 UTC-3 con 6,0 Richter; como en toda localidad sísmica, aún con un silencio sísmico corto, se olvida la historia de otros movimientos sísmicos regionales (terremoto de Recreo de 1892)
- 21 de octubre de 1966 (58 años), a las 12.39 UTC-3 con 5,0 Richter
- 3 de noviembre de 1973 (51 años), a las 14.17 UTC-3 con 5,8 Richter: además de la gravedad física del fenómeno se unió el olvido de la población a estos eventos recurrentes
- 7 de septiembre de 2004 (20 años), a las 8.53 UTC-3, con una magnitud aproximadamente de 6,5 en la escala de Richter (terremoto de Catamarca de 2004)[1]

## Parroquias de la Iglesia católica en Villa Dolores
| Diócesis  | Catamarca                   |
| --------- | --------------------------- |
| Parroquia | Nuestra Señora de la Merced |